# Флиге, Николай Карлович
Николай Карлович Флиге (1829 — после 1905) — российский предприниматель, банковский деятель Российской империи.

## Биография
Родился в 1829 году — сын Карла Яковлевича Флиге.
В 1843—1849 годах учился в Царскосельском (Александровском) лицее. Затем вступил в военную службу юнкером саперного батальона; с 1852 года подпоручиком Тифлисского гренадерского полка служил на Кавказе, с 1857 года — в лейб-гвардии Финляндском полку в Санкт-Петербурге, откуда вышел в отставку «по семейным обстоятельствам» 18 ноября 1859 года.
Начал служить в обществе «Общественная польза»; с 1861 года — управляющий делами Северного пароходства; в 1863—1876 годах был директором Товарищества общественной пользы.
В 1876 году стал членом Советов киевских частного и промышленного банков; в 1877—1885 годах был директором Киевского частного банка; также он был руководителем отделения Волжско-Камского банка в Киеве.
С 1891 года — член Совета Варшавского банка в Санкт-Петербурге. Также он был руководителем петербургского отделения Московского купеческого банка, директором Юго-Восточных железных дорог, директором Русского страхового общества, председателем Правления каменноугольной промышленности в Южной России и Таганрогского металлургического товарищества.

## Семья
Был женат на дочери военного инженера Ф. Ф. Аврежио, Александре Францевне Швенцон (09.04.1836, Варшава — 14.02.1910, Киев), которая в первом браке была замужем за Антоном Петровичем фон Швенцоном (06.04.1818—21.07.1853). Их сын, Николай (1876—1959) — камергер. В эмиграции во Франции; член правления Объединения бывших воспитанников Императорского Александровского лицея. Его стараниями был собран обширный архив лицея; он издал «Исторический очерк Императорского Александровского лицея» (составитель А. Н. Яхонтов, 1936). Знаток фарфора, особенно русского. Жена — дочь В. Н. Коковцева, Ольга